# Lutjanus adetii
Lutjanus adetii är en fiskart som först beskrevs av Castelnau, 1873.  Lutjanus adetii ingår i släktet Lutjanus och familjen Lutjanidae. Inga underarter finns listade i Catalogue of Life.